# Культуризм

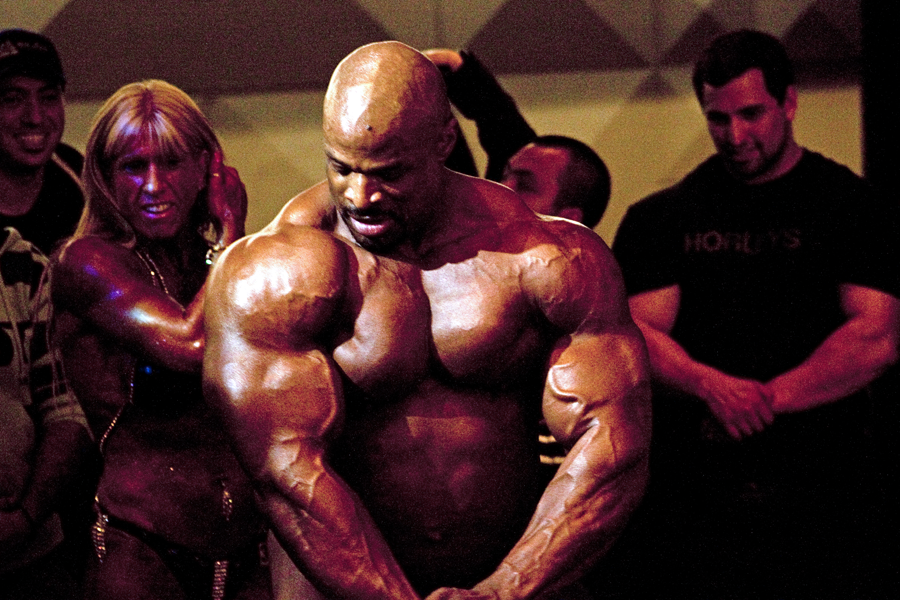
Роні Колмен, Містер Олімпія 2009

Позування в художньому училищі.

Культури́зм, також бодибілдинг (англ. bodybuilding — «побудова тіла, будування тіла») — культура людського тіла, спрямована на пропорційний розвиток скелетних м'язів, що досягається завдяки їх гіпертрофії і водночас зменшенню жирової тканини тіла. Гіпертрофія м'язів забезпечується систематичними тренуваннями, що полягають у виконанні різноманітних вправ з обтяженнями (тренажери, штанги, гантелі, гирі тощо), та відповідним харчуванням, що стимулює нарощування м'язів, а також дає можливість мати невисокий процент підшкірного жиру.

## Історія культуризму
Культуризм бере свій початок у Стародавній Греції. Високий престиж переможців Олімпійських ігор спричинив появу професійних спортсменів. Отримуючи гроші за свою спортивну діяльність, спортсмени могли регулярно фізично тренуватися в гімнасії. Гімнасії були поширеним явищем для елінського світу.
У часи Стародавнього Риму престиж спорту занепав — фізичні вправи залишилися уділом легіонерів чи гладіаторів, людей із низьким соціальним рівнем.
Культуризм відродився в XIX столітті, до того часу змінився погляд на фізичний розвиток. Спорт став важливою частиною життя аристократії. Одначе культуризм сформувався в середовищі професійних борців і циркових атлетів. Творцем сучасного культуризму вважається Фрідріх Вільгельм Мюллер, що виступав борцем на арені цирку.

## Принципи культуризму
Основні принципи культуризму:
1. Систематичність тренувань.
2. Послідовність нарощування навантажень.

До кінця 20 століття у світі культуризму (особливо професійному) домінували стиль, який популяризував Джо Відер (Joe Weider). Особливістю цього стилю було надзусилля — що більші й що інтенсивніші тренування, то більші досягнення в царині культуризму. Тренування треба проводити не менш ніж тричі на тиждень, і кожне тренування може складатись навіть із кільканадцяти вправ.

Містер Каліфорнія 2014-го року в процесі інтенсивного тренування.

У 1989 році Стюарт МакРоберт (Stuart McRobert) почав видавати журнал «Hardgainer», і в такий спосіб почав пропагувати новий підхід.
МакРоберт критикував систему Відера, стверджуючи, що вона має сенс лише для генетично обдарованих людей. Для тих, кому не пощастило з «геном чемпіона з культуризму» МакРоберт радить суттєво зменшити інтенсивність порівняно з професійними культуристами. Частота тренувань зменшується до двох і навіть одного тренування на тиждень. Такі тренування, що складаються з одної чи кількох базових вправ, можуть давати відчутний прогрес. Одначе МакРоберт не заперечує основних принципів культуризму, наголошуючи на конкретному підході в кожному випадку.
Ріст м'язів є реакцією на стрес, спричинений фізичним навантаженням. Та для цього росту потрібний відпочинок, бо м'яз росте тільки коли відпочиває. Як наслідок потрібний збалансований тренувальний цикл — проміжок між тренуваннями повинен тривати стільки, щоб тіло могло відпочити (3-4 дні, декому корисніше буде відпочивати й більше, лише генетично обдарованим вистачає двох, а навіть одного дня).
Щоб досягти стресу м'язів, використовують метод кількох підходів — вправу розбивають на кілька частин (від двох до п'яти), в кожній частині виконують від 8 до 20 повторювань, у проміжку між серіями повторень є відпочинок. У такий спосіб можна виконати більший обсяг праці ніж при спробі виконати всі повторення в одній серії.

## Бодибілдинг в СРСР
1948 рік можна вважати початком бодибілдингу в СРСР — саме тоді в Москві в Концертному залі імені П. І. Чайковського проводилися змагання, під час яких журі оцінювало статуру і мускулатуру спортсменів. Переможцем конкурсу став акробат, артист Радянського цирку Олександр Ширай. Завдяки пропорційній естетичній статурі і добре розвиненим м'язам всього тіла, Ширай позував багатьом радянським художникам і скульпторам, яким слугувала зразком уявних робітників, гірників і колгоспників. Іншими словами, Олександр Ширай, навіть не думаючи про це став першим культуристом СРСР.
Першими спортсменами, які змінили свій стиль тренувань з важкоатлетичного на бодибилдерський, були зірки радянського спорту — олімпійські чемпіони з важкої атлетики та згодом володарі світових рекордів у жимі лежачи, Юрій Власов і Леонід Жаботинський. Перший став зразком для наслідування для самого Арнольда Шварценеггера, який бачив Власова наживо на чемпіонаті світу з важкої атлетики в 1961 році, будучи 14-річним хлопчиком. Власов тоді справив на нього сильне враження і став його кумиром все життя.

## Різновиди бодибілдингу

### Професійний культуризм
У сучасній індустрії культуризму професіоналом зазвичай називають культуриста, який переміг у кваліфікаційних змаганнях, як любитель, і після цього отримав картку професіонала IFBB. Власники цієї карти отримують право виступати на професійних турнірах, наприклад, «Арнольд Класік» та «Ніч Чемпіонів». У свою чергу високі результати, показані в таких змаганнях дають їм можливість брати участь у конкурсі «Містер Олімпія». Титул «Містер Олімпія» є вищою нагородою в галузі професійного культуризму.

### Культуризм «без хімії»
Існують організації, що пропагують так званий «натуральний» культуризм. До них належать:
- «North American Natural Bodybuilding Federation» (NANBF);
- «The International Natural Bodybuilding & Fitness Federation» (INBFF);
- «Australasian Natural Bodybuilding Association» (ANBA);
- «International Natural Bodybuilding Association» (INBA);
- «Natural Physique Association» (NPD).

Ці асоціації пропагують культуризм без вживання анаболічних стероїдів і фармакологічних засобів. Прихильники культуризму «без хімії» вважають, що їх метод більш орієнтований на здоровий спосіб життя і природну конкуренцію.

### Жіночий культуризм
Перший американський жіночий національний чемпіонат «Phisique», був проведений в місті Кантон штат Огайо в 1978 році за сприяння Генрі МакГі. Це був перший у світі жіночий конкурс, де учасниць судили виключно за мускулатурою. Відтоді проводиться безліч жіночих конкурсів, найпрестижнішим з яких вважається «Міс Олімпія». Першою переможецею конкурсу, що відбувся в 1980 році, стала Рейчел Макліш.

## Нарощування м'язів

### Тренінг
Медицина визнає, що всі люди однакові в анатомічному і фізіологічному сенсі. Щодо культуризму фізіологія людей не змінюється. Принципи ефективних методик тренінгу незмінні та науково точні для всіх. Плюралізм з приводу множинності методів нарощування мускулатури не завжди обґрунтований і може бути шкідливий для здоров'я. Хоча люди однакові у фізіологічному та анатомічному сенсі, відомо, що до складу м'язів входять «червоні» і «білі» м'язові волокна (м'язові клітини). Перші відповідають за можливість тривалої роботи (стаєри), другі — за короткочасну потужну роботу (спринтери). Оскільки до складу м'язи входять і ті, й інші волокна, м'язи різних людей відрізняються за співвідношенням цих волокон.
Загальна кількість волокон в одному м'язі різних людей неоднакова. Але це суттево впливає на їх розвиток, бо біцепс, наприклад (оскільки в ньому більше білих м'язових волокон) треба тренувати з великою (12-15) кількістью повторень при виконанні вправи, а трицепс, навпаки, у силовому (7-9) стилі. Прокачка так званих «впертих» м'язів — це особлива тема. Щоб накачати м'язи преса, а також, м'язи шії, передпліччя, литки та трапеції їх треба навантажувати у великому обсязі та у незвичному для них стилі. До цього всього треба враховувати і особливості статури. Відомі й конституціональні типи статури:
- ендоморф (з народження багато жиру і багато м'язів),
- ектоморф (від народження мало м'язів),
- мезоморф (оптимальне співвідношення).

Тому методики тренувань можуть і повинні бути різними, адже людина, захотівши стати професійним культуристом, не знає, скільки у неї тих або інших м'язових волокон. Саме методом проб, помилок і самоспостереження вона виявляє відповідні для себе варіанти навантажень для росту м'язової маси. І вже не важливо, білі або червоні у неї волокна переважають: головне, щоб ці домінантні волокна напружувались і росли. Хоча, звичайно, з білими волокнами нарощувати масу легше і швидше, адже ефективність їхньої роботи залежить від їхньої товщини (числа скорочувальних білків), а у червоних волокон — від інших чинників (наприклад, кількість мітохондрій у м'язовому волокні).
У спортивній фізіології інколи виокремлюють категорію осіб, які не відгукуються (точніше кажучи, відгукуються надто слабо) на силові навантаження адаптацією у вигляді гіпертрофії скелетних м'язів (докладніше: Хардгейнер).

### Харчування
Високі темпи відновлення і росту м'язів вимагають від культуристів дотримання спеціалізованої дієти. Культуристу потрібно більше калорій, ніж звичайній людині тієї ж ваги, щоб забезпечити себе білком й енергією, які активно витрачаються на тренування, відновлення і власне ріст м'язів. Зменшення рівня одержуваної харчової енергії в поєднанні з серцево-судинними вправами дозволяють культуристам втрачати зайвий жир, що актуально в рамках підготовки до різних змагань. Співвідношення харчової енергії, отриманої з вуглеводів, білків і жирів може варіюватися залежно від цілей культуриста.
Для правильної побудови харчування недостатньо визначити тільки калорійність їжі, необхідно знати також які харчові речовини та в якій кількості можуть забезпечити цю калорійність, тобто визначити якісний склад їжі. При окисленні в організмі 1 грама білків або вуглеводів утворюється 4,1 ккал, а при окисленні 1 грама жиру — 9,3 ккал. У разі необхідності вуглеводи та жири частково можуть заміняти один одного; що стосується білкових речовин, то вони не можуть бути замінені жодними іншими харчовими речовинами.

### Вживання їжі
У середньому звичайна людина вживає їжу тричі на день. Культуристи ж намагаються їсти 5-7 разів на день (кожні 2-3 години). Цей метод має дві мети: збільшення швидкості обміну речовин, а також запобігання зайвій секреції інсуліну, викликаної занадто великим одноразовим вживанням їжі. Багато культуристів завжди має при собі пластмасовий контейнер з їжею, для мінімізації порушення режиму вживання їжі.

### Вживання напоїв
Під час активних тренувань організм потребує не лише особливого харчування, але й достатнього вживання води, бо на фоні підвищеної фізичної активності наше тіло втрачає значний відсоток рідини, а з нєю важливі мікроєлементи: калій, натрій та магній. Найкраще від зневоднення рятує звичайна вода. Фахівці з Американського коледжу спортивної медицини наголошують: що пити під час тренування не лише можна, але й вкрай потрібно, тому що запаси води в організмі треба поповнювати. Фахівці зі спортивної медицини рекомендують випивати 250 мл маленькими ковтками кожні 20 хвилин під час активних аеробних навантажень та 130—180 мл за той самий час під час силових тренувань. Під час тренування у тренажерному залі слід уникати газованих напоїв, бо вони дратують слизову оболонку шлунка. Остерігатися варто і солодких напоїв, бо вони лише прискорюють виведення рідини з організму. Напої з сечогінною дією, наприклад, трав'яні настої та чаї не можуть бути хорошим тренувальним напоєм.

### Білки
Білок є головним будівельним матеріалом організму, необхідним для росту м'язових волокон і їхнього відновлення, а тому його вживанню культуристи приділяють особливу увагу. Культуристові потрібно більше білка, ніж звичайній людині. За різними оцінками йому необхідно вживати 1,5-2 і більше грамів білка на кілограм ваги, при цьому на білок має припадати до 25-30 % від загальної калорійності харчування. Основними джерелами білка для культуристів продукти з високим вмістом білка, а також деякі горіхи та бобові. Крім цього, багато культуристів доповнюють свій раціон різними білковими добавками, такими як: казеїн або сироватковий білок.

### Вуглеводи
Загальну енергетичну цінність раціону підраховують, складаючи разом енергетичні компоненти білків, вуглеводів і жирів. Енергетична цінність 1 грама білків — 4 ккал, вуглеводів — 4 ккал, жирів — 9 ккал. Характер обміну речовин припускає використання як джерела енергії вуглеводів і жирів. Білки для організму в першу чергу будівельний матеріал; з них можуть синтезуватися вуглеводи при недоліку харчування. Головними джерелами енергії для організму залишаються вуглеводи та жири. Більш того, в залежності від виду фізичної активності організм більшу перевагу віддає або жирам, або вуглеводам. Що ж до культуризму, то тут безконкурентним джерелом енергії є вуглеводи. Саме вони зумовлюють загальний фізіологічний тонус культуриста і в підсумку успішність його тренувань.
Намагайтеся планувати свій раціон так, щоб у ньому були присутні не лише вуглеводи, але ще й були різні джерела енергії: це дозволить підвищити поживну цінність вашого щоденного меню. Крім утворення енергії, вуглеводи виконують ряд важливих функцій: входять до складу гормонів, тканин і клітин, позитивно впливають на роботу центральної нервової системи, захисний ефект на організм.

## Бодибілдинг-індустрія
Якщо раніше основним джерелом інформації з бодибілдингу та фітнесу були книги та журнали, то з розвитком цифрових технологій виникло безліч спортивних мережевих ресурсів. Оскільки весь силовий спорт тримається на рекламі, нерідко спортсмени-початківці стають жертвами недобросовісного маркетингу, заробітку на шарлатанських методиках і даремних добавках.
Бодибілдинг і фітнес — це складна бізнес-система, яка включає кілька складових:
- Федерація бодибілдингу України, відповідальна за організацію змагань
- Інформаційні ресурси: журнали, література і сайти
- Атлети, серед яких багато є тренерами та блогерами
- Продавці: магазини спортивного харчування, інвентарю, екіпіровки тощо.

Також у сфері бодибілдингу процвітає мережевий маркетинг з продажу добавок і просуванню методик, наприклад таких як Кроссфіт.

## Відомі культуристи
- Лу Ферріньйо
- Стів Рівз
- Майк Ментцер
- Кейсі Ваятор
- Арнольд Шварценеггер
- Франко Коломбо
- Доріан Єйтс
- Гюнтер Шлієркамп
- Джей Катлер
- Свенд Карлсен
- Ронні Коулмен
- Річард Сандрак
- Кай Грін
- Власов Юрій Петрович
- Жаботинський Леонід Іванович
- [Архівовано 12 травня 2021 у Wayback Machine.]

## Відомі культуристки
- Корі Еверсон[en]
- Ленда Мюрей[en]
- Кім Чижевськи[en]
- Айрис Кайл[en]
- Жюльєта Бергман[en]
- Лора Креваль
- Тіна Локвуд
- Мар'я Лехтонен
- Дебі Лашевськи
- Джоана Томас
- Сюзана Корінкова
- Ніккі Фуллер
- Джоан Марі Лаурер (Чайна)
- Чепіга Валентина Олександрівна
- Сєдих Наталія Юріївна
- Оксана Гришина [Архівовано 31 жовтня 2020 у Wayback Machine.]
- Аліша Янг
- Василь Іванович Безпаленко

## Види культуризму
- Анаболічні стероїди
- Класичний бодибілдинг

## Заходи з бодибілдингу
- Арнольд Класік
- Містер Олімпія
- Нью-Йорк Про
- Ніч Чемпіонів
- Шеру Класік
- Нордік Про
- Сан-Франциско Про
- Містер Всесвіт